# Pia Cramling

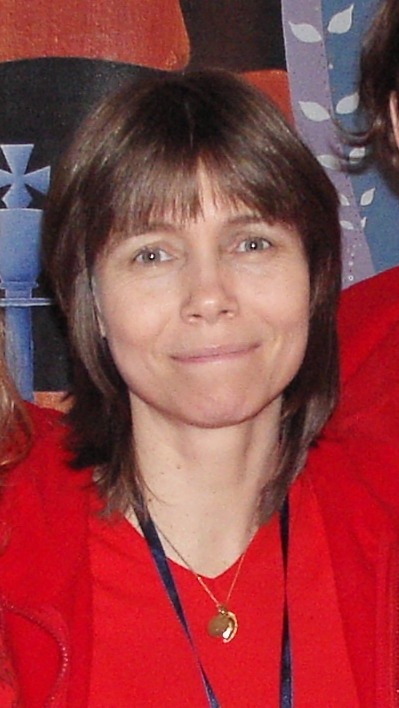
Pia Cramling

Pia Cramling (Stockholm, 23 april 1963) is een Zweedse schaakster. In 1992 werd zij FIDE grootmeester.

## Carrière
Pia leerde schaken van haar broer Dan, die kampioen van Zweden geweest is. Cramling heeft vaak gespeeld  in 'mannentoernooien', ze versloeg onder andere  Boris Spasski, Vasili Smyslov en Viktor Kortsjnoj. Ze speelde vier keer in de Schaakolympiade en ze staat al jaren in de top 50 van de dames.
- In 2003 won Pia Cramling bij de vrouwen het Europees kampioenschap schaken en in 2004 eindigde ze op de negende plaats. Aleksandra Kostenjoek werd daar eerste en Zhaoqin Peng tweede.
- In juli 2005 speelde Pia Cramling mee in het toernooi om het kampioenschap van Zweden en eindigde daar met 8 punten uit 13 ronden na de tie-break op de vierde plaats. Stellan Brynell werd met 9 punten kampioen.
- In 2010 won zij opnieuw bij de vrouwen het Europees kampioenschap schaken.

In 2012 staat ze 20ste op de FIDE-ranglijst van sterkste schaaksters.

## Openingen
Pia opent regelmatig met 1.d4 waarna er vaak een Indische partij of een geweigerd damegambiet op het bord komt en met zwart antwoordt ze na 1.e4 meestal met 1. ..., c5 dus het Siciliaans.

## Partij van Pia Cramling
Mitchell - Cramling (1997, correspondentieschaak): 1.d4 d5 2.e3 Pf6 3.Ld3 Pc6 4.f3 e5 5.c3 Ld6 6.Pd2 0-0 7.Pe2 Te8 8.0-0 e4 9.Lb5 a6 10.Lxc6 bxc6 11.b4 Lg4 12.fxg4 Lxh2+ 13.Kxh2 Pxg4 14.Kg3 Dg5 15.De1 (diagram) Pxe3+ en wit geeft op.